# Řád Nigeru
Řád Nigeru (anglicky: Order of the Niger) je státní vyznamenání Nigerijské federativní republiky. Založen byl roku 1963 a udílen je za mimořádné služby národu v civilní i vojenské oblasti. Velmistrem řádu je úřadující prezident Nigérie.

## Historie a pravidla udílení
Řád byl spolu s Řádem federativní republiky založen 1. října 1963 zákonem č. 5 O zřízení národních vyznamenání. V roce 1977 byl řád upraven. Udílen je úřadujícím prezidentem republiky občanům Nigérie i cizím státním příslušníkům za vynikající služby národu. Cizinci se však stávají pouze čestnými, nikoliv řádnými členy. Vyznamenání je udíleno z vlastního rozhodnutí prezidenta nebo na návrh Národního výboru pro státní vyznamenání a ocenění (anglicky: The National Committee for National Honours and Awards).
Od poloviny 80. let 20. století do konce 90. let 20. století bylo udílení obou řádů občanům Nigérie pozastaveno. Ve stejné době probíhala také diskuze zpochybňující řadu rozhodnutí o jejich předchozím udělení. V roce 1998 však předseda Prozatímní rady guvernérů generál Abdulsalami Abubakar pokračoval v jejich udílení a v lednu 1999 byl zveřejněn seznam se jmény 755 Nigerijců nominovaných na udělení některého z řádů.
Počet vyznamenání, která jsou během jednoho roku udělena, je limitován. V případě třídy velkokomtura jsou udělena nejvýše 4 vyznamenání za rok, v případě třídy komtura nejvýše 20 vyznamenání a u tříd důstojníka a člena je tento počet shodně omezen na 100.
Od roku 1977 k řádu náleží také stříbrná a bronzová medaile, která je udílena nízko postaveným státním úředníkům a dalším nigerijským občanům, jejichž zásluhy nesplňují požadavky na udělení vyššího řádu.

## Třídy
Řád byl v letech 1963 až 1977 udílen ve čtyřech třídách v jediné divizi. Od roku 1977 je udílen ve dvou divizích, civilní a vojenské. Podle britského vzoru jsou používána i postnominální písmena.
- velkokomtur (GCON)
- komtur (CON)
- důstojník (OON)
- člen (MON)

K řádu také od roku 1977 náleží medaile, která je udílena ve dvou třídách:
- stříbrná medaile (ONMI)
- bronzová medaile (ONMI)

## Insignie

### Typ I (1963–1977)
Řádový odznak měl tvar kulaté medaile. Na přední straně byl vyobrazen státní znak Nigérie. Při vnějším okraji byl nápis FOR DISINGUISHED PUBLIC SERVICE (za vynikající službu veřejnosti). Na zadní straně byl motiv mapy Nigérie se dvěma zvýrazněnými řekami. Při vnějším okraji byl nápis FEDERAL REPUBLIC OF NIGERIA (Nigerijská federativní republika).
Stuha řádu byla zeleno-bílá.

### Typ II (od 1977)
Řádový odznak má tvar kulatého štítu skládajícího se z pětadvaceti shluků paprsků. Na štítu je červeně smaltovaná pěticípá hvězda s kulatým medailonem uprostřed. Medailon je lemován širokým zeleně smaltovaným kruhem s nápisem ORDER OF THE NIGER. Uprostřed medailonu je barevně smaltovaná mapa Nigérie se zvýrazněnými řekami Niger a Benue.
Medaile kulatého tvaru je v závislosti na třídě vyrobena ze stříbra nebo bronzu. Na přední straně je stejný motiv jako u řádového odznaku, který však u medaile není pokryt smaltem. Zadní straně je hladká.
Stuha je červená se středovým pruhem zelené barvy, který je z obou stran lemován stejně širokými bílými pruhy. V případě vojenské divize prochází středovým zeleným pruhem úzký proužek červené barvy. Stuha medaile je navíc při obou okrajích lemován úzkým proužkem bílé barvy.